# Venusia laria
Venusia laria là một loài bướm đêm trong họ Geometridae.